# Sisteron
Sisteron (provansalsko Sisteron/Sisteroun) je naselje in občina v jugovzhodnem francoskem departmaju Alpes-de-Haute-Provence regije Provansa-Alpe-Azurna obala. Leta 2006 je naselje imelo 7.251 prebivalcev.

## Geografija
Kraj leži v pokrajini Visoki Provansi ob desnem bregu reke Durance, 40 km severozahodno od središča departmaja, mesta Digne-les-Bains. Zaradi umestitve v ozko grlo med dvema podolgovatima gorskima grebenoma, Baume in Montagne de Lure, je imenovan tudi »Vrata Provanse«.

## Administracija
Sisteron je sedež istoimenskega kantona, v katerega so poleg njegove vključene še občine Authon, Entrepierres, Mison in Saint-Geniez z 8.248 prebivalci.
Kanton je sestavni del okrožja Forcalquier.

## Zgodovina
Ozemlje Sisterona je naseljeno že 4000 let. V času antike se je imenoval Segusterone oz. Segusteronem, kasneje civitas Segesteriorum, Segisterico (739). V 11. stoletju je pod grofi iz Forcalquiera dobil prvo obzidje, kaneje pripadel provanškim grofom. Leta 1483 se je v času Ludvika XI. zdužil s francosko krono. Okoli tega časa je doživel več epidemij kuge, ki je pomorila dve tretjini prebivalstva. V času verskih vojn (med 1562 in 1594) je bil s svojo utrdbo prizorišče bojev med protestanti in katoliki. Leta 1630 se je v kraj ponovno vrnila kuga, dobro stoletje kasneje (1744) pa še tifus. Med francosko revolucijo je Sisteron ostal pokoren kralju. 
15. avgusta 1944 so francoski bombniki B-26 Marauder in ameriške leteče trdnjave B-17 poskušali uničiti železniški in cestni most preko reke Durance. Zaradi slabega vremena in v izogib trčenju so ponesreči namesto mostov zadeli sam kraj vključno s cerkvijo, pri čemer je umrlo 100 prebivalcev. Dva dni kasneje so se bombniki vrnili in uničili mostova.

## Zanimivosti
- nekdanja katedrala Notre-Dame-des-Pommiers et Saint-Thyrse iz 12. stoletja, sedež škofije v Sisteronu. Prva omemba škofije z Johannesom kot škofom je iz 6. stoletja. Od 1061 do 1169 je njen sedež prestavljen v Forcalquier. Ukinjena je bila s konkordatom leta 1801, njeno ozemlje pa priključeno škofiji v mestu Digne-les-Bains.
- Citadella, delo francoskih vojaških inženirjev Jeana Errarda in Vaubana se nahaja nad Sisteronom in reko Durance, na strateško pomembnem prehodu med Provanso in Daufinejo. V času druge svetovne vojne je bila med bombardiranjem močno poškodovana; francoski zgodovinski spomenik.

## Pobratena mesta
- Fidenza (Emilija - Romanja, Italija),
- Herbolzheim (Baden-Württemberg, Nemčija),
- Oliva (Valencia, Španija).